# 湖南路 (南京)
湖南路是位于中国江苏省南京市鼓楼区的一条东西向重要街道。全长1100米，路幅30米。西起中山北路接山西路，东到中央路。1927年代开辟，原名中央党部路，国民党中央党部位于该路东段路北，1930年定名为现名。此后湖南路长期是一条僻静的小马路。1990年代以后，迅速形成新街口之后的南京第二大商业中心。2000年，全街商品零售总额为34亿元。1998年，湖南路被评为“百城万店无假货”活动示范街；2000年，湖南路被评为“江苏省购物放心服务满意一条街”。
于湖南路地下商业街工程动工前此区域为鼓楼区人潮所在地，惟由于湖南路地下商业街施工封闭长达近十年，造成商圈严重衰退。